# Renia acclamalis
Renia acclamalis — вид еребід роду Renia з підродини совок-п'ядунів який зустрічається в Венесуелі. До кінця 1980-х років вважався єдиним представником роду Gisira.